# 和歌山県世界遺産センター
和歌山県世界遺産センター（わかやまけんせかいいさんセンター、Wakayama Prefecture World Heritage Center）とは、和歌山県田辺市本宮町にある施設である。世界遺産熊野本宮館内にある。

## 歴史
2004年（平成16年）9月2日、和歌山県が同県田辺市が建設予定の観光施設である「本宮ビジターセンター」内に、世界遺産紀伊山地の霊場と参詣道の保全管理や情報発信の拠点として和歌山県世界遺産センターを建設することを決定したことから構想が始まった。世界遺産センターでは、世界遺産登録地の保全や活用業務と共に、熊野古道観光を促進する現地拠点とすることが設置の主たる目的であった。当時は、日本国内の世界遺産登録地では、屋久島・白神山地などに続き3例目で、同様の施設は三重県も設置を予定していた（現在の三重県立熊野古道センター、2007年2月10日完成、総工費約20億円）。
和歌山県は、2005年（平成17年）4月1日に田辺市が本宮ビジターセンターを建設するまでの仮の施設として当時の本宮町役場庁舎（現在の田辺市本宮行政局）2階（後に1階に移転）に設置した。田辺市が本宮ビジターセンターを建設後には、移転する予定であった。しかし、田辺市のビジターセンター建設計画が固まらず、また財政面の問題もあり構想は遅れていた。
計画が遅れる中、世界遺産センターの充実を図るために、和歌山県は2007年（平成19年）4月19日に、ビジターセンターとは別に総事業費2953万円をかけて世界遺産センター内に和歌山県の世界遺産を紹介した展示及び交流空間となる「Kii Spirit」（キイ・スピリット）をオープンした。展示スペースには和歌山県産のヒノキを使用し、参詣道を解説板やイメージ映像を使って案内していた。交流スペースでは、関連図書やビデオが観賞でき、語り部による解説や講義が開かれた。
2007年（平成19年）2月7日、田辺市の地域審議会は老朽化した田辺市本宮山村開発センターを取り壊し、その跡地に本宮ビジターセンターを建設、そこへ世界遺産センターを移設するよう県に働き掛けるという方針を発表した。しかしこの時点では全体構想がはっきりしておらず、建設資金として旧・本宮町から引き継いだ基金をいくら取り崩すのか、いつ建設に取り掛かるかは全く決まっていなかった。2008年（平成20年）になり、ようやく田辺市がビジターセンターの新築を決定し、世界遺産センターも移転する見込みとなった。2009年（平成21年）7月3日、世界遺産熊野本宮館として開館、世界遺産センターは同館へ移転した。2011年（平成23年）、紀伊半島豪雨災害をもたらした台風12号により熊野本宮館は浸水、建物の基礎から傾く被害を受けたため9月26日に田辺市本宮行政局3階へ仮移転、熊野本宮館復旧までの1年間、本宮行政局で活動した。
2014年（平成26年）6月24日、インドのアジャンター石窟群のビジターセンターと交流協定を締結した。